# Peter Müller (skidåkare)
Peter Müller, född 6 oktober 1957 i Adliswil, är en schweizisk före detta alpin skidåkare.
Müller blev olympisk silvermedaljör i störtlopp vid vinterspelen 1984 i Sarajevo och vid vinterspelen 1988 i Calgary.